# Доротея фон Пфалц-Велденц
Доротея фон Пфалц-Велденц (на немски: Dorothea von Pfalz-Veldenz; * 16 януари 1658, Лютцелщайн, днес La Petite-Pierres), Франция; † 17 август 1723, Страсбург, Франция) от фамилията Вителсбахи (линия Пфалц-Велденц), е пфалцграфиня от Пфалц-Велденц-Лютцелщайн и чрез женитба пфалцграфиня и херцогиня на Пфалц-Клеебург, Пфалц-Цвайбрюкен и Пфалц-Велденц.

## Живот
Дъщеря е на пфалцграф и херцог Леополд Лудвиг фон Пфалц-Велденц (1625 – 1694) и съпругата му графиня Агата Христина фон Ханау-Лихтенберг (1632 – 1681), дъщеря на граф Филип Волфганг фон Ханау-Лихтенберг (1595 – 1641) и първата му съпруга графиня Йохана фон Йотинген-Йотинген (1602 – 1639).
Доротея се омъжва на 10 юли 1707 г. в Цвайбрюкен за пфалцграф и херцог Густав Самуел Леополд (1670 – 1731), син на пфалцграф и херцог Адолф Йохан I (1629 – 1689) и втората му съпруга графиня Елза Елизабет Нилсдотер Брахе цу Визингсборг (1632 – 1689). Той е племенник на шведския крал Карл Х Густав.
Густав мести резиденцията отново в дворец Цвайбрюкен и през 1720 г. подновява дворец Густавсбург в стил барок. Те нямат деца и се развеждат на 23 април 1723 г. Тя умира след няколко месеца на 17 август на 65 години в Страсбург и е погребана в църквата на Лютцелщайн.